# Afrikagrupperna
Afrikagrupperna är en svensk ideell förening inriktad på situationen i södra Afrika. Organisationen, som bildades 1974, är en  partipolitiskt och religiöst obunden solidaritetsorganisation  som eftersträvar en rättvisare värld. Namnet syftar på enskilda lokala afrikagrupper i Sverige som bildade nationella Afrikagrupperna. 
Afrikagrupperna stödjer ett femtiotal organisationer i Angola, Namibia, Moçambique, Sydafrika och Zimbabwe samt regionala program och utbyten. För att stärka civilsamhället i dessa länder bedriver Afrikagrupperna inga egna projekt utan stödjer redan befintliga projekt som partnerorganisationerna bedriver. De stödjer även självständighet för Västsahara.
Afrikagrupperna har tre temaområden:
- sexuell och reproduktiv hälsa och rättigheter (SRHR)
- Mat- och markrättigheter
- Naturresurser, företag och mänskliga rättigheter.

I Sverige och EU arbetar de med informations-, insamlings- och påverkansarbete.

## Organisation
År 2021 hade Afrikagrupperna hade cirka 2 460 medlemmar, vilket inkluderade månadsgivare. År 2017 valdes Louise Lindfors till generalsekreterare. Hon efterträdde då Gabi Björsson som innehaft rollen i 16 år.
Lokala Afrikagrupper finns i Stockholm, Göteborg, Uppsala, Linköping, Falun, Gävle, Malmö/Lund, Ådalen och Växjö.
Afrikagrupperna är en organisation som styrs utifrån sin ideologi. Enligt Sida är det en organisation som i "hög utsträckning (är) en informell och ideologiskt styrd organisation där till exempel handläggare och koordinatör har stor frihet att själv besluta om hur arbetet ska utföras utifrån delade grundläggande värderingar". I Sidas systemrevision av Afrikagrupperna 2003 konstaterades att "bristerna i Afrikagruppernas styrning är stora". Per 2021 var Afrikagrupperna en av Sidas strategiska partnerorganisationer och fick 43 miljoner i insatsbidrag från Sida under samma år.

## Publikationer
Tidskriften Södra Afrika gavs ut fram till 2010. Numera ges tidningen Agera ut fyra gånger om året till medlemmar och givare.
Skivbolaget Afrogram gav ut två album på 1980-talet – Vi Räknar Dagarna ... (Frihetssånger Från Södra Afrika) (1982) och First Tour Live (1983).